# Boarmia loxocyma
Boarmia loxocyma là một loài bướm đêm trong họ Geometridae.